# Särkilampi (sjö i Posio, Lappland, 66,22 N, 28,04 Ö)
Särkilampi är en sjö i kommunen Posio i landskapet Lappland i Finland. Arean är 42 hektar och strandlinjen är 4,53 kilometer lång. Sjön  ingår i Kemi älvs huvudavrinningsområde.   Den ligger omkring 110 kilometer öster om Rovaniemi och omkring 690 kilometer norr om Helsingfors. 
Särkilampi ligger söder om Yli-Suolijärvi. 